# Cafeato O-metiltransferasa
En enzimología, la cafeato O-metiltransferasa  (EC 2.1.1.68 2.1.1.68) es una enzima que cataliza la reacción química: S-adenosil-L-metionina + ácido cafeico {\displaystyle \rightleftharpoons } S-adenosil-L-homocisteína + ácido ferúlico.  
Por lo tanto, los dos sustratos de esta enzima son S-adenosilmetionina (SAM) y 3,4-dihidroxi-trans-cinamato (ácido cafeico), mientras que sus dos productos son S-adenosilhomocisteína (SAH) y 3-metoxi-4-hidroxi-trans-cinamato (ácido ferúlico). El 3,4-dihidroxibenzaldehído y el catecol pueden actuar como aceptores, pero más lentamente. Se ha demostrado que tanto la reacción de metilación de cafeato a ferulato y 5-hidroxferulato  a sinapato en la biosíntesis de ligninas de guaiacilo y siringilo en angiospermas, son catalizadas por esta misma enzima (el estudio se realizó en bambú): el cafeato y el 5-hidroxiferulado compiten entre sí en la formación del complejo enzima-sustrato, el último sustrato muestra una mayor afinidad por la enzima. Por lo tanto, el control de retroalimentación puede operar en la etapa de metilación, cafeato a ferulato, en la biosíntesis de la lignina de angiospermas. Por ende, esta enzima participa en la biosíntesis de fenilpropanoides, ruta del ácido shikímico.
Esta enzima pertenece a la familia de las transferasas, específicamente aquellas que transfieren  unidades de carbono llamadas metiltransferasas. El nombre sistemático de esta clase de enzimas es S-adenosil-L-metionina: 3,4-dihidroxi-trans-cinamato 3-O-metiltransferasa.
Fue reportada por primera vez por Poult y colaboradores, quienes la caracterizaron y purificaron a partir de la remolacha (Beta vulgaris L). Se ha estudiado y reportado en otros organismos vegetales como Vanilla planifolia, Arabidopsis thaliana, Brachypodium distachyon, Zea mays, entre otros. 